# Zeitz
Zeitz je grad u okrugu Burgenlandkreis, Saska-Anhalt, Njemačka. Nalazi se na rijeci Weisse Elster, na tromeđi pokrajina Tiringije, Saske i Saska-Anhalt.

## Povijest
Zeitz prvi put spominje pod imenom Cici na ravennskom sinodu 967. godine Između 965. i 982. to je bila glavna tvrđava Zeitzske marke. Između 968. i 1028. Zeitz bio rezidencija biskupa koji je kasnije bio premješten u Naumburg. No, od kraja 13. stoljeća biskupi su ponovno boravili u dvorcu u Zeitzu. Herrmannsschacht (izgrađena 1889.) je jedna od najstarijih tvornica opeke u svijetu.
Grad je industrijsko središte sve do 1989./90. Dana 18. kolovoza 1976. protestantski svećenik Oskar Brüsewitz iz Rippicha se samozapaljuje ispred Michaeliskirche. To je bio prosvjed protiv DDR sustava, te je bio jedan od korijena ustanka 1989. godine.

## Glavne znamenitosti
Znamenitosti Zeitza su uglavnom smještene uz romaničku cestu (točka 52.).
- Schloss Moritzburg, barokni dvorac s katedralom sv. Petra i Pavala.
- Michaeliskirche (1154.), izvorno rimska bazilika. Sadrži original Lutherovih 95 teza iz 1517.
- Vijećnica (1509., obnovljena 1909.), gotička građevina koja zajedno s obnovljenim kuća i 3 tržnice pruža Zeitzu srednjovjekovni izgled.
- Herrmannsschacht, tehnički spomenik u bivšoj ciglani.

## Suradnja s ostalim gradovima
- Detmold, Njemačka
- Tosu, Japan
- Darchan, Mongolija
- Kaliningrad, Rusija

## Vanjske poveznice
- Službene stranice